# Caja menor
La  cuenta del activo, caja menor  o caja chica, es una cantidad pequeña de fondos en dinero efectivo que se usa para gastos en aquellas situaciones en los desembolsos por chequeo gastos son inconvenientes debido al costo de escribirlos, firmarlos y convertirlos en efectivo.
La forma más común de contabilizar gastos es el uso del sistema de fondo fijo. El fondo inicial  se crea mediante la emisión de un cheque por la cantidad deseada. La entrada para este fondo inicial sería debitar caja menor y acreditar efectivo.
Cuando los gastos se hacen, el administrador del fondo, rembolsará a los empleados y emitirá un recibo de caja menor. En cualquier momento el efectivo total más los recibos emitidos deben igualar la cantidad inicial del fondo.
Cuando el efectivo se hace bajo, el administrador entrega todos los recibos de reembolso. Si la cantidad fuera por ejemplo $200.000 y la mayoría de los gastos fueron para suministros de oficina, entonces se emite un cheque por $200.000 el cual se debita a la cuenta de suministros de oficina. Una vez el cheque se hace efectivo, el administrador vuelve a tener la cantidad original en efectivo.
- Datos: Q3523818
- Multimedia: Trading / Q3523818